# Encomienda de Segura
La  encomienda de Segura de la Sierra fue una de las principales encomiendas de la Orden de Santiago. Desde el siglo XIV y hasta el final del Antiguo Régimen en España fue la encomienda mayor de Castilla de dicha orden militar, por lo que sus poseedores se titulaban comendadores mayores de Castilla. Tenía su centro en la villa y castillo de Segura de la Sierra, en el reino de Murcia y actual provincia de Jaén.

## Desambiguación
Tanto la denominación de «encomienda mayor» como la de «encomienda de Segura» resultan ambiguas e inducen a confundir la que aquí estudiamos con la encomienda mayor de León de la misma Orden, que tenía su sede en la villa y castillo de Segura de León, en la actual provincia de Badajoz. Cada comendador mayor encabezaba una de las dos provincias en que estaba dividida la Orden de Santiago, regidas en lo espiritual respectivamente por los priores de San Marcos (la de León) y Uclés (la de Castilla). Pese a ello, el dictado de «comendador mayor» (a secas) solía aplicarse al de León, mientras que la expresión «encomienda de Segura» aludía habitualmente a la de la Sierra.
En la Plena Edad Media hubo también comendadores mayores de Aragón y de Portugal, y el asiento territorial de cada una de las encomiendas mayores se fue trasladando antes de fijarse como queda dicho. Antes que Segura de la Sierra, la encomienda mayor de Castilla fue la de Uclés.

## Historia
Su centro era el municipio de Segura de la Sierra; contaba con otros términos del arrabal de Orcera, Hornos, Siles, Torres, Génave, Villarrodrigo, Bayonas, La Puerta, El Hornillo,(en la provincia de Jaén); Moratalla, (en la Región de Murcia); Albaladejo,(en la provincia de Ciudad Real); Yeste, Liétor, Férez, Letur, Tazona, Socovos y Nerpio (en la provincia de Albacete).